# Acalculia
Acalculia [do grego "a" (não) e do latim "contare" (contar)] é um transtorno específico da habilidade em aritmética que torna a vítima incapaz de fazer contas matemáticas. O déficit no domínio de habilidades de contagem básicas como adição, subtração, multiplicação e divisão é mais comum do que em habilidades matemáticas abstratas envolvidas na álgebra, trigonometria, geometria ou cálculo. É uma forma de afasia (perda da capacidade de compreensão de linguagem).
Não confundir com discalculia que se refere apenas a dificuldade em aprender aritmética.

## Causas

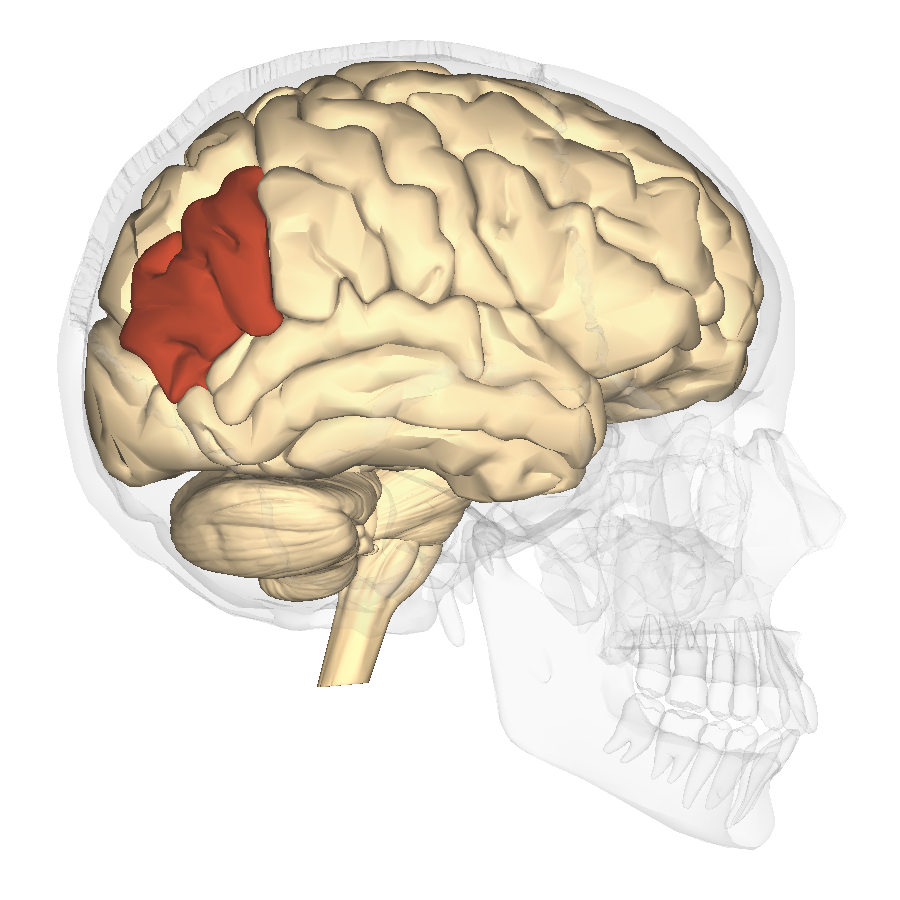
Giro angular, uma das áreas responsáveis pela compreensão de símbolos matemáticos.

Geralmente é resultado de uma lesão ao giro angular esquerdo e suas áreas próximas ou em outras áreas envolvidas com compreensão de símbolos e abstração (CID-10 R48.8). É um sintoma da Síndrome de Gerstmann. Também pode ser causada por desenvolvimento inadequado (CID-10 F81.2).
A origem da lesão pode ser:
- Acidente vascular cerebral hemorrágico ou isquêmico;
- Infecção cerebral;
- Traumatismo craniano ou;
- Transtornos do desenvolvimento psicológico;
- Neurotoxinas.

Também pode ser um sinal de degeneração cerebral.

## Tratamento
O tratamento envolve um longo período de reabilitação pedagógica e psicológica com exercícios para reaprender ou contornar as dificuldades cotidianas relacionadas a matemática, como leitura de números em frases, treino de uso de dinheiro e uso de objetos de auxílio como calculadora ou ábaco dependendo do caso e gravidade.
Diversos exercícios e testes matemáticos e verbais foram desenvolvidos especificamente para a reaprendizagem da compreensão da linguagem matemática e funções básicas aritméticas para acalculia como o método Tsvetkova e o método Ardilla.